# Власт (ТВ филм)
Власт је југословенски ТВ филм из 1974. године. Режирао га је Небојша Комадина а сценарио је написан по делу Бранислава Нушића.

## Улоге
| Глумац                 | Улога  |
| ---------------------- | ------ |
| Мија Алексић           | Арса   |
| Мира Бањац             | Мица   |
| Томанија Ђуричко       |        |
| Вука Дунђеровић        |        |
| Љиљана Газдић          |        |
| Ђорђе Јелисић          |        |
| Петар Краљ             |        |
| Миодраг Петровић Чкаља | Милоје |
| Бора Тодоровић         |        |
| Бранко Вујовић         |        |